# Tropeognathus
Tropeognathus é um gênero fóssil de pterossauro da família Anhangueridae do período Cretáceo encontrado no Brasil. A espécie-tipo é denominada Tropeognathus mesembrinus.

## Nomenclatura e taxonomia

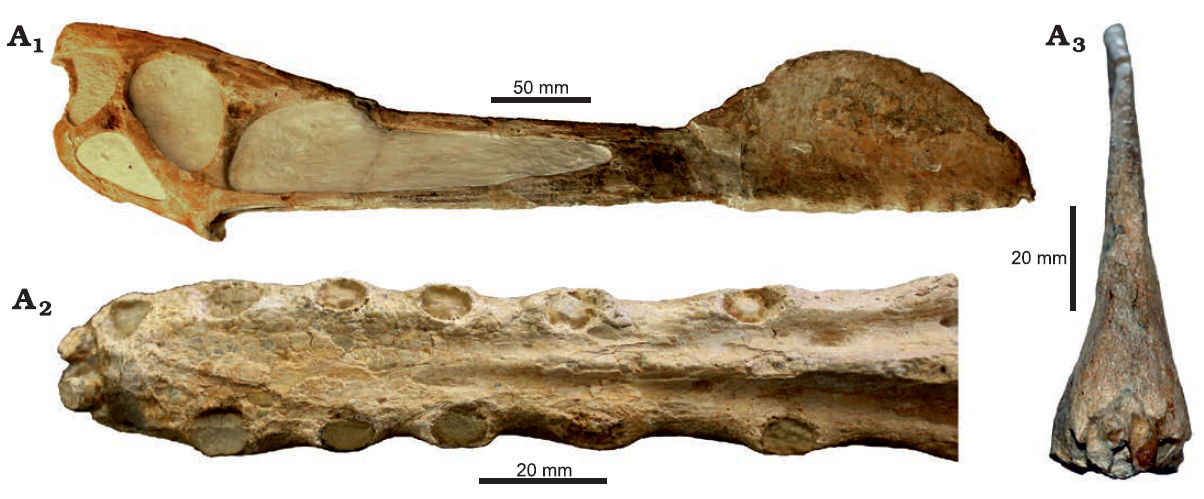
Crânio de Tropeognathus

A espécie foi descrita por Peter Wellnhofer em 1987 como Tropeognathus mesembrinus. Em 1988, Alexander Kellner e Díogenes Campos reclassificaram a espécie para o gênero Anhanguera. Andre Veldmeijer, em 1998, recombinou a espécie para o gênero Coloborhynchus. Em 2000, Kellner e Tomida reconheceram a validade do Tropeognathus. Michael Fastnacht, em 2001, recombinou a espécie para o gênero Criorhynchus. Unwin demonstrou que o gênero Criorhynchus não era válido, sinonimizando-o com o Ornithocheirus, fazendo com que a espécie fosse recombinada para Ornithocheirus mesembrinus, embora alguns pesquisadores contestem sua conclusão e continuam a reconhecer o Criorhynchus como válido. Devido ao estado fragmentário do holótipo do Ornithocheirus simus para comparações morfológicas, alguns pesquisadores consideram o gênero Tropeognathus como válido.
Uma segunda espécie, Tropeognathus robustus, foi descrita por Peter Wellnhofer em 1987, sendo recombinada para o gênero Anhanguera em 2000 e para o Colorhynchus em 2001. O status taxonômico da espécie não está totalmente resolvido, sendo ambas as recombinações, A. robustus e C. robustus, usadas na literatura especializada.

## Descoberta

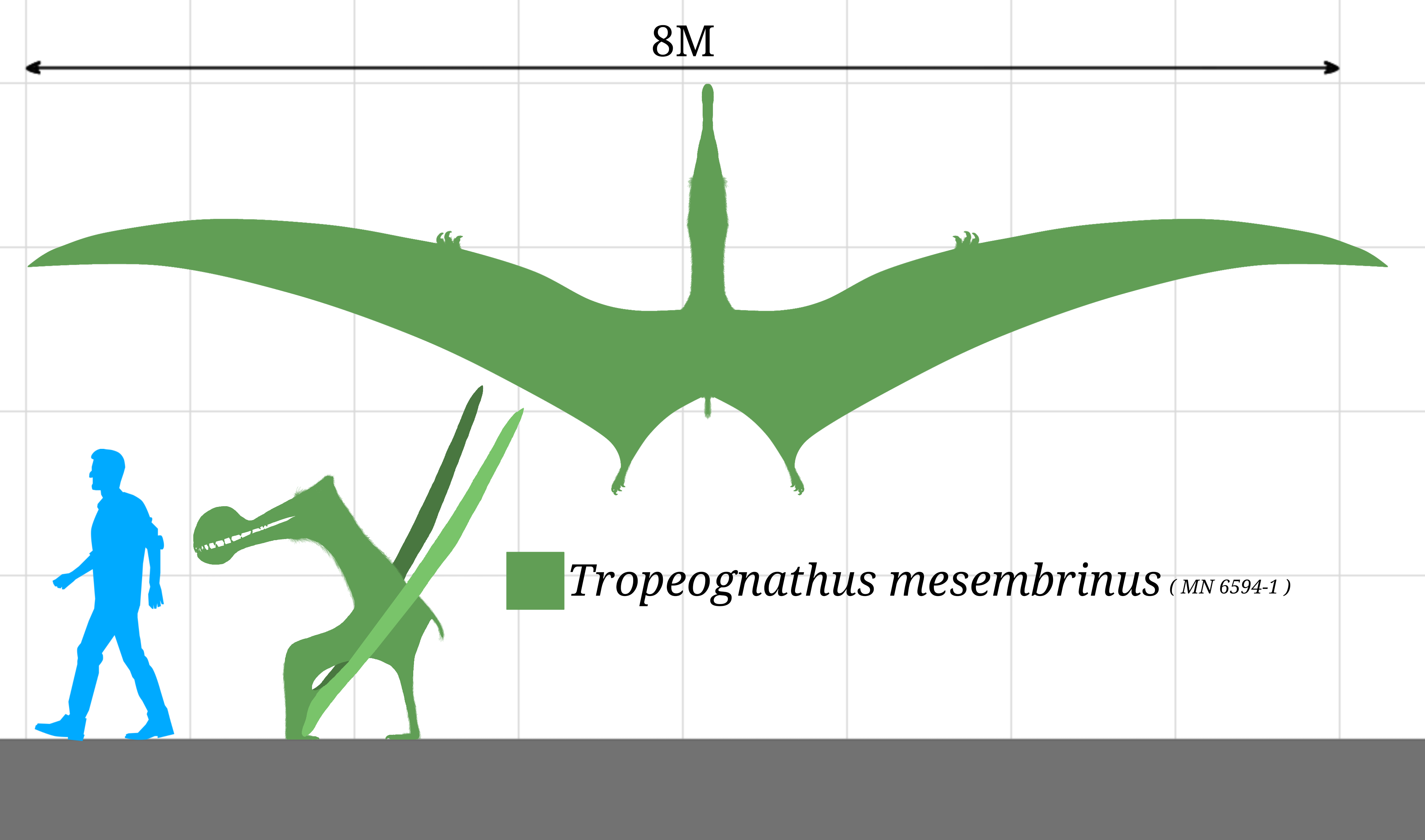
Diagrama de tamanho de Tropeognathus mesembrinus

Em 2013, foi publicado um artigo sobre um espécime de Tropeognathus cf. mesembrinus encontrado na Chapada do Araripe, na formação Romualdo, com uma envergadura normal (ou seja, que inclui as flexões naturais das asas) de 8,26 metros, sendo considerado o maior pterossauro já encontrado na Gondwana.

## Popularização na mídia
O pterossauro Tropeognathus aparece na obra de ficção-científica brasileira "Realidade Oculta".